# Левалоа Пере
Левалоа Пере (фр. Levallois-Perret) град је у Француској у Париском региону, у департману Сенски висови.
По подацима из 2006. године број становника у месту је био 62.851.

## Демографија
| 1962.  | 1968.  | 1975.  | 1982.  | 1990.  | 1999.  | 2006.  | 2011.  |
| ------ | ------ | ------ | ------ | ------ | ------ | ------ | ------ |
| 61.804 | 58.941 | 52.523 | 53.500 | 47.548 | 54.700 | 62.851 | 64.629 |

## Партнерски градови
- Моланбек Сен Жан
- Шенеберг